# Midnight Memories (canção)
"Midnight Memories" é uma canção gravada pela boy band Inglesa-irlandesa One Direction  de seu terceiro álbum de estúdio de mesmo nome. A canção foi co-escrita por Julian Bunetta, Jamie Scott, John Ryan, e membros da banda Liam Payne and Louis Tomlinson.
A canção foi lançada no dia 20 de novembro de 2013, cinco dias antes do lançamento do álbum, e estreou em terceiro lugar no Irish Singles Chart no dia seguinte.
No dia 25 de janeiro de 2014, foi anunciado que "Midnight Memories" seria lançado como terceiro single do álbum. A canção recebeu uma data oficial de estreia para 9 de março de 2014.

## Vídeo musical
O videoclipe oficial foi filmado em Londres em dezembro de 2013. Em 25 de janeiro de 2014, foi anunciado que o vídeo estrearia na Vevo a meia-noite de 31 de janeiro. Até a data, o vídeo já têm mais de 70 milhões de views. O vídeo começa com a banda One Direction em uma festa em casa, eles estão entediados até o DJ começar a tocar Midnight Memories. Eles então deixam a casa e correm para uma lanchonete. Eles flertam e correm pelas ruas de Londres com cinco mulheres idosas com patinetes motorizados, roubam um barco policial e dirigem pelo Rio Thames e o vídeo termina com One Direction em pé à beira da Tower Bridge.

## Faixas e formatos
- Digital download – EP[5]

1. "Midnight Memories" – 2:55
2. "Story of My Life" (Live X Factor performance) – 4:18
3. "Rock Me" (Live version from the Motion Picture One Direction: This Is Us) – 4:15
4. "C'mon, C'mon" (Live version from the Motion Picture One Direction: This Is Us) – 3:27